# Pothyne stictica
Pothyne stictica là một loài bọ cánh cứng trong họ Cerambycidae.